# Гріпсгольмський лев

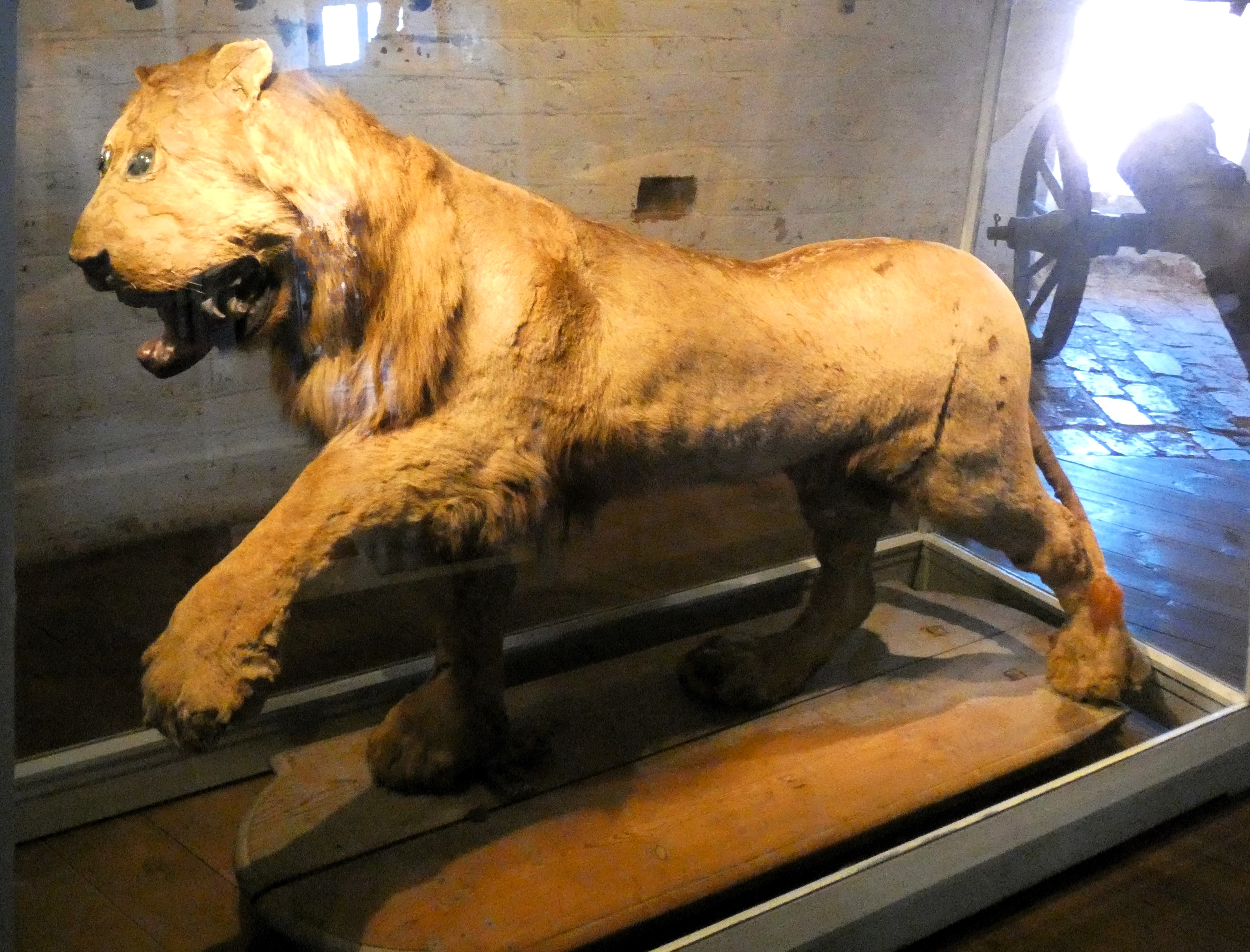
Гріпсгольмський лев

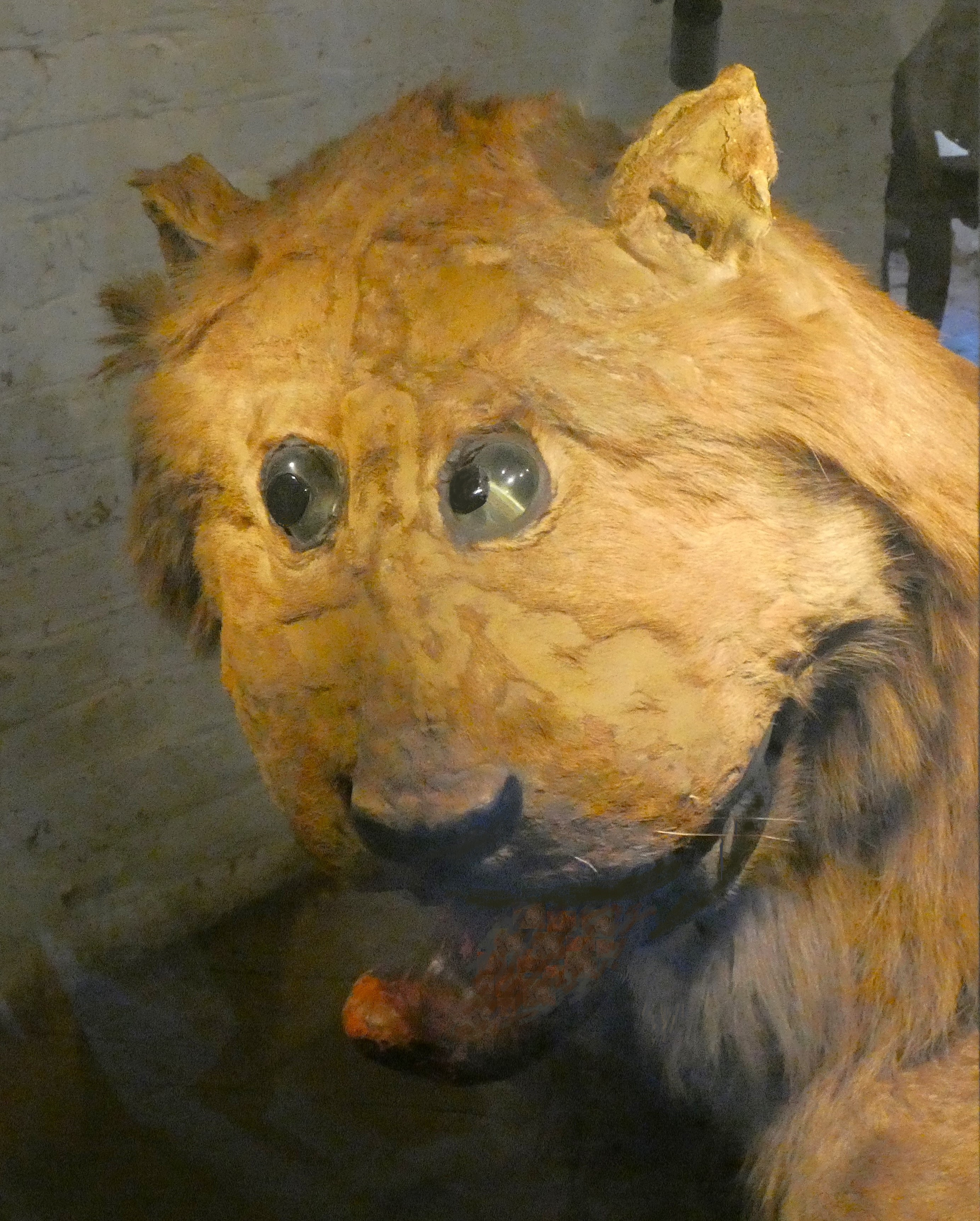
Крупний план деформованої морди лева

Гріпсгольмський лев – це яскравий приклад невдалої таксидермії, що знаходиться у музеї замку Гріпсгольм, Швеція. Опудало погано набито, а його морда вважається комічно деформованою. 

## Історія
У 1731 році дей Алжиру, Баба Абді, подарував королю Швеції Фредеріку I лева, одного з перших у Скандинавії. 
За життя улюбленця тримали в клітці поблизу Юнібаккена. Після його смерті було вирішено зробити з нього опудало.
За популярною теорією, таксидерміст і власники музею ніколи не бачили лева, що призвело до створення такого нереалістичного образу. 
Опудало гріпсгольмського лева висміюють вже протягом десятиліть.      